# Artúr Coray
Artúr Coray (* 16. Juli 1881 in Budapest; † 27. Februar 1909 in Muralto, Schweiz) war ein ungarischer Leichtathlet.
Bei den Olympischen Spielen 1900 in Paris wurde er Siebter im Kugelstoßen mit 11,13 m (Abstand auf den Sieger Richard Sheldon: 2,97 m) und Elfter im Diskuswurf mit 31,00 m (Abstand auf den Sieger Rudolf Bauer: 5,04 m). 1902 stellte er mit 40,38 m seine persönliche Bestweite im Diskuswurf auf.